# Руске санитетске екипе у Нишу 1914/1915.
Руске санитетске екипе у Нишу 1914/1915. биле су веће или мање групе лекара, медицинског особља и других добровољаца, добро организоване и опремљене, које су на позив српске владе боравећи у Нишу, од почетка Великог рата, до повлачења српске војске из Краљевине Србије, одиграли значајну улогу у збрињавању „реке” рањеника и болесника која је свакодневно пристизала у Ниш, претварајући га у највећу ратну и заразну болницу у Србији.
Прве три међународне санитетске мисије, које су у септембру 1914. године стигле у Србију и Црну Гору, биле су примарно опремљене и оспособљене за хируршко збрињавање рањеника у ратним условима, док су остале санитетске екипе, које су у Краљевину Србију дошле током 1915. године, првенствено биле намењене за противепидемијски рад и сузбијање епидемије тифуса и других заразних болести, које су се као пошаст масовно шириле Србијом, остављајући за собом бројчано десетковану војску, препуна гробља и опустеле домове.
Одлуком владе, Србија, земља је била подељена на области, у којима су стране мисије деловале. Руским мисијама припала је област источне Србије са центром у Нишу, који је био и ратна престоница.
Према писању историчара медицине, госпођа Ана Павловна Хартвиг, књегиња Марија Константиновна Трубецки и доцент др Сергеј Квинтилијанович Софотеров, хирург, биле су три најважније и кључне личности у организовању санитетске помоћи.
Не изненађује и чињеница што се помоћ већине савезничких медицинских мисија (екипа) упућених у Краљевину Србију, „слила” у Ниш, град на раскрсници путева који спајају Исток и Запад, привремено, услед ратних операција претворен у српску престоницу, и центар важних збивања. Мисије су у ову, још увек оријенталну варошицу, стигле махом у исто време, почетком 1915. године.
Сведочења већине протагониста ових догађаја, о стању у Нишу, и у Србији, готово се у длаку подударају. Одавде су медицинске мисије по потреби одлазилеу готово све крајеве Србије, како је то ситуација налагала. Западна Србија и Шумадија, Ваљево и главни град Београд, били су најтеже погођени ратним операцијама; ту се налазило огњиште епидемија, пегавца посебно, коју су унели заробљени Аустријанци. У овим деловима Србије, највећи број савезничких медицинских мисија остваривао је свој хуманитарни задатак. Наравно, није заобиђена ни јужна Србија (данашња Македонија), где су се у Скопљу и другим градовима, нашле јединице Српског потпорног фонда, Америчког црвеног крста и многе друге.

Руске санитетске екипе у Нишу 1914/1915.

Делатност нашег Комитета била је усредсређена  првенствено на Ниш.
Нисмо желели да се растржемо, већ и стога што су у Србију увелико пристизали Енглези, Французи, Американци, сви са огромним средствима и жељом да помогну.
Србија је била  подељена на секторе а нама је остала област око Ниша. 
Објашњење Грофа Трубецког о великом броју руских мисија у Нишу

## Услови који су владали у грађанском и војном санитету Краљевине Србије пред почетак Великог рата
Краљевина Србија је на почетку Великог или Првог светског рата имала, и за мирнодопске услове, мањак лекара. Нови рат, након балканских у непуних пет година Краљевину Србију је затакао исцрпљену, са око 4.500.000 становника и грађанским и војним санитетом, који је укупно имао свега 450 лекара, рачунајући ту старе, младе и жене лекаре. Пуковник др Лазар Генчић у свом предавању у Официрском дому, уочи самих ратова 1912—1918., закључио је:
„Ми у ствари немамо војни санитет, већ једну малу групу грађанских лекара обучених у униформе санитетских официра.
Обученост болничара за ратне услове није била задовољавајућа, а било их је и јако мало. Налазили су се само у пуковским превијалиштима, дивизијским завојиштима и пољским болницама. У позадинским болницама радиле су као добровољке, болничарке и болничари трећег позива. Опрема и средства намењена првој помоћи, опште медицинском и хируршком раду на бојишту, по оцени српских и страних хирурга, била је задовољавајућа.
Материјално исцрпљени у претходне две године у балканским ратовима, санитетска служба и Црвени крст Србије, ратна дејства дочекали су потпуно осиромашени. Сви санитетски и цивилни магацини и магацини Црвеног крста били су потпуно испражњени, без завојног материјала од памука. Црвени крст је једино располагао са 20.000 кревета осталих после балканских ратова, али убрзо се успоставило да је за рат потребно обезбедити најмање 100.000, и веће количине недостајућег завојног материјала и других средстава. Хитно, јуна 1914. наручена је већа количине памучног материјала из Египта.
Имајући у виду близину Београда Аустроугарској, јула 1914. донета је одлука да се изврши пребацивање санитетског материјала у Ниш. На основу искуства из претходних ратова како би се обезбедио бржи танспорт рањеника и медицинске опреме железницом Црвени крст је своје од магацине и бараке за прихват рањеника изградио у близини нишке железничке станице. Железница Србије уз помоћ Црвеног крста извршила је поправку и фарбање 45 санитетских кола и формирали два санитетска воза.
На молбу војног санитета, српски Црвени крст уступио је санитетски материјал неопходан за оснивање резервних болница по целој Краљевини Србији, и упутио апел за помоћ свим чланицама Међународног Црвеног крста.
Санитетска ратна материјална средства, било које врсте, била су набављена у потребној количини, али неравномерно распоређена, често пакована у гломазне сандуке и недовољно попуњена. Велики проблем био је непостојање санитетских складишта на линији фронта, па се често морало одолазити у Ниш по опрему и материјал (складиштен у баракама Црвеног крста поред нишке железничке станице). Средства за евакуацију била су неподесна и недовољна.
Слабо развијена и готово без средстава за рад, превентивна служба, која је поред Пастеровог завода у Нишу, имала још само шест специјалиста из области бактериологије и хигијене, који су, истовремено радили и као трупни лекари.

## Ниш ратна престоница 1914/1915
Ниш је постао ратна престоница и значајан центар свих збивања у Србији у периоду од краја јула 1914. па све до октобра 1915. године. Ниш, у коме се склонио остатак државноности Србије на издисају, и све што се могло преселити из српске престонице. Од вароши са око 30.000 становника Ниш је нарастао на град са преко 120.000 житеља, такорећи преко ноћи. Влада, Скупштина, дипломате, висока администрација, политички и уметнички свет, новинари, књижевници; небројене избеглице из Београда и северних градова, пуниле су не само нишке мале, хотеле и друга свратишта, већ и болнице, а празних постеља већ након неколико дана више није било.
И поред тога што је постојала опасност од напада на Ниш бугарске војске и устанка албанског становништва на Косову, ка Колубари је упућена Моравска дивизија из Ниша, а са њом и део Моравске сталне војне болнице са др Драгутином Петковићем (начелником одељења за унутрашње болести). Колико је ова одлука била исправна говори податак да је контраударом српске војске покушај офанзиве аустрогарске војске завршио поразом у Колубарској бици (15. децембра 1914. године). Блистава победа српске војске на Колубари била је увод у вишемесечни прекида борби са технички надмоћнијим противником.

## Здравствена и хигијенска ситуација у Нишу 1914/1915
Први светски рат значајно се разликовао од претходних које је водила Србија
…„не само по неупоредиво већем броју погинулих и рањених, него и много тежим ранама код повређених“…
Војишта су била на теренима северозападне Србије а Београд је услед непрекидног артиљеријског бомбардовања, постао „неупотребљив” за збрињавање рањеника и болесника, као и његове многобројне добро опремљене болнице којих је током Балканских ратова у Београду било 36 (2 војне и 34 резервне).
Услед зверског поступања непријатељске војске према становништву на запоседнутим територијама Србије, а нешто касније и због велике епидемије заразних болести покренута је „река” избеглица према југу земље и њеним градовима Нишу, Лесковцу, Врању, Скопљу.
Француз Артур Гасо овако је описао застрашујући призор тих дана у Лапову:
…Маса прозеблог, већ изгладнелог народа опасује простор око железничке станице. Кад ли ће, да ли ће путнички воз који иде ка Нишу стићи нико не зна, осим да ће путовање до Ниша потрајати, у најбољем случају, 16 сати. Запат вашију по вагонима и железничким станицама био је неизбежан. Што ће захватити и санитетске возове; и они ће, попут превијалишта, завојишта, пољских, резервних болница постати расадници епидемије пегавца и рекуренса…
Тако се у Град Ниш, и његову градску и војну болницу, 1914. и 1915, што санитетским возом што дугим транспортним средствима, сливала не само „река” многобројних избеглица, рањеника и болесника већ и „најезда” милиона вашију и бактерија, узрочника епидемија болести.
У данима Првог светског рата, Србију је захватила епидемија пегавог тифуса, а посебно Ниш и крајеве око Ниша. Са фронта на Дрини, Сави и Дунаву све више је пристизало рањеника у Ниш. Само у једном месецу болница је збринула 6.000 рањеника.
Масовна појава заразних болести на почетку рата довела је до тога да ће Србија упркос сјајним победама на бојном пољу постати — земља смрти, а њена „ратна престоница Ниш” и Моравска стална војна болница у њој највећа епидемиолошка заразна болница у Србији.
А у болници према извештају једне од чланица санитетске мисије Шкотских жена на пропутовању кроз Ниш, језиво стање:
Болесни и рањени лежали су у гомили заједно - људи којима је тек ампутирана нога или рука, са људима болесним од трбушног тифуса, дизентерије или промрзлина; умирући са онима већ умрлим. Многи од њих лежали су са ранама непревијени по недељу дана и више, а најмања рана занемарена често је стајала човека уда и понекад живота. У таквим условима многи су умрли само због запостављености. Неколицина доктора и медицинских сестара били су затрпани послом, радећи дан и ноћ без средстава за рад и медицинског материјала. Један хирург рекао нам је да је радио неколико дана без хлороформа и чак су веће операције извођене без употребе анестетика. Најгора од свега била је немогућност проветравања ових страшних одељења.
Ниш је у том периоду стравично изгледао, како каже један од очевидаца;
…„У граду је „царовала смрт“, блатњавим и излоканим улицама пролазила су запрежна кола натоварена болесницима, а још чешће грубо израђеним сандуцима“…
Сви напори војних и цивилних лекара и медицинског особља, нису могли да спрече масовно умирање у Нишу:
..„И мртви се не сарањују већ неколико дана, јер је настала пометња међу онима што праве мртвачке сандуке, што односе на гробље, што копају раке и сарањују“…
Констатовала је у својим забелешкама супруга бившег руског амбасадор госпођа Хартвиг која је као испомоћ довела једну медицинску екипу Црвеног крста из Русије: која је у Нишу формирала хируршку са 350 и епидемиолошку болницу са 120 кревета.
Масовна умирања не само болесника већ и медицинског особља, захтевала су испомоћ у кадру, те на апеле управника у испомоћ је болници додељено неколико међународних санитетских екипа и 168 ратних заробљеника. 
У Нишу је шест месеци владала незапамћена епидемија, са високим процентом смртности, а у Моравској војној болници се у 1914. и 1915. поред рањеника лечило преко 3.000 људи од пегавог тифуса, а дневно је умирало и до 36 болесника. Према сачуваној евиденцији, у Моравској сталној војној болници, епидемија тифуса у Нишу добија широке размере од новембра 1914 (у новембру су умрла 253 лица, децембру 297, јануару 380, фебруару 495, марту 393, у априлу 231), да би се надаље број умрлих лагано смањивао.
У оваквом стању Војну болницу је 1. марта 1915. примио др Владимир Станојевић као њен нови управник, са поприличим бројним стањем и проблемима;
…„лекара и лекарских помоћника (37), болничара (256) и милосрдних сестара (175), а рањеника напретек…. Болница је имала у свом кругу 26 које зиданих зграда које барака. Од ових је било 18 у којима су били смештени болесници … Рачуна се, неко време да је свију болесника могло бити, средином фебруара, кад је епидемија најјаче владала, око 3000…“
О тешком кадровском стању у болници, приликом посете Нишу, почетком марта 1915, пуковник Хантер је забележио; о 956 оболелих брину свега двојица лекара! У војној болници је на 200 кревета лежало чак 700 пацијената.

## Проглас ЦКС и одговор Међународног Црвеног крста и појединаца, Краљевине Србије на молбу за санитетску помоћ
Дана 7.августа 1914. Српски Црвени крст писмом из Женеве (чији је потписник био Гистав Адор, председник Међународног одбора Црвеног крста), обавештен је да:
Међународни одбор нема могућности даапелује на националне организације Црвеног крста јерсу многе земље Европе у ратном сукобу.
Влада Краљевине Србије и Главни одбор Црвеног крста Србије, суочен са негативним одговором на тражену хуманитарну помоћ, решава се на очајнички корак — шаље писма Владама и националним организацијама Црвеног крста, оптужујући истовремено, Међународни одбор Црвеног крста у Женеви. У писмима се тражи да се упуте лекари и хитно достави санитетски материјал.
Позиву се одазивају национална друштва из Русије, Грчке, САД, Енглеске, Јапана. Грчка је на позив Србије за помоћ упутила санитетску екипу коју је чинило 7 лекара, апотекар, 3 сестре, економ, 5 болничара и кувар. У болници, која је имала 70 кревета. Ова екипа радила је од 6. септембра 1914. до 15. фебруара 1915. године када им је стигла замена из Грчке. Следиле су и нове санитетске екипе...које почињу организовано да долазе у ослабљену и ратом и заразним болестима разорену Краљевину Србију.
Ипак прва, највећа и најобимнија помоћ Краљевини Србији стигла је у Ниш из Русије преко Руског друштва Црвеног крста али и мимо њега, од других друштава, Руског Цара и бројних појединаца. На организовању помоћи српском народу нарочито се истакла својим ангажовањем руска интелигенција и аристократија. У Русији је у том историјском периоду био веома изражен свесловенски дух, па је било разумљиво да је Руски народ показао велику солидарност са Србијом.
Широм Царевине Русије, од Москве, Петрограда, Одесе, Кијеве и других градова основани су словенски комитети за прикупљање хуманитарне помоћ Краљевини Србији. У акцију је укључено и Руско друштво Црвеног крста (РДЦК) и Словенско добротворно друштво са седиштем у Петрограду. Словенско добротворно друштво, је попут Српског потпорног фонда у Великој Британији, прикупљало средства и добровољне прилоге, не само за храну, одећу и обућу, већ и за опремање болница у Србији.
Уз помоћ Госпође Ане Павловне Хартвиг, супруге умрлог амбасадора у Србији Николаја Хенриковича Хартвига, у сарадњи са РДЦК у Русији је прикупила рубаље, болнички материјал, лекове, болеснички веш и постељину, и лично донацирала 100.000 рубаља, за опремање руске мисије која је преузела у Нишу управљање 1. и 5. резервном болницом српске војске.
Добротворни рад који је започела Ана Павловна Хартвиг наставила је супруга новоименованог руског амбасадора у Србији књегиња Трубецки, која је српски Црвени крст помогла својим личним прилогом од 100.000 рубаља. Крајем 1914. године, на иницијативу кнеза Григорија Николајевича Трубецког и његове супруге, формиран је Комитет за помоћ Србији и Црној Гори, при императорском руском посланству у Србији, који је у Ниш стигао 25. јануара 1915.године. Овај Комитет одиграо је значајну улогу у слању и опремању руских али из српских санитетаких екипа које су организовано и удружено радиле у Нишу, све до његове окупације, и повлачења српске војске на јесен 1915.

## Ниш у подели Србије на секторе одговорности страних мисија
Због бројности страних мисија (укупно око 500 људи из 4 мисије — француске, америчке, енглеске и руске) територија Србије је била подељена на 14 сектора. Руски сектор је био око привремене ратне престонице Ниша, где су деловали Руски хируршки одред С. Софотерова у српским војним болницама; московска Хируршка болница у згради Прве нишке гимназије; Инфективна болница поред железничке станице; Александринска инфективна болница; четири кухиње за поделу топлих оброка избеглицама и једно сиротиште.
Магацин којим је располагао руски биро у Нишу за потребе хуманитарне и медицинске помоћи располагао је са више од 50 железничких вагона медицинске опреме, одеће, хране и других потрепштина пристиглих из Русије за помоћ болесним, рањеним и осиромашеним Србима у рату.

## Организација и активности руских санитетских екипа у Нишу
Одмах по ступању у рат Краљевина Србије, руска Влада ставила је на располагање Врховној команди српске војске искусног хирурга др Софотверова кога и опуномоћила га да заступа у Србији Руско друштво Црвеног крста (РДЦК). Са Софотверовом Русија је послала и екипу коју су чинили, осам милосрдних сестара (Марија Степановна, Атанасија Марковна, Марија Сегејевскаја, Ана Истомина, Пелагија Федоровна, Татјанa Белипонова, Наталија Барлацекова и Куова), два болничара и пратеће особље. Уз екипу је послат и контингент од четири вагона санитетског материјала, у вредности од 250.000 долара. Медицинска екипа на челу са др Софотеровом по доласку у Ниш укључила се у рад Прве и Пете резервне болнице српске војске и радила углавномн на хируршком збрињавању рањеника.
Од свих страних санитетских мисија које су боравиле у Краљевини Србији, једино су Руске санитетске екипе у Нишу, и Крагујевцу у свом саставу имале зубне лекаре све до повлачења српске војске. Како је овај период српске стоматологије слабо је разјашњен, остаје отворено питање да ли је већ тада у војно зубно лекарство уведена и реконструктивна стоматологија, или је то учињено тек у Водени, на Солунском фронту.

### Редослед пристизања екипа у Ниш
На захтев српске владе посланик у Петрограду, др Мирослав Спалајковић, организује неколико група руских лекара, медицинара и милосрдних сестара које шаље дунавским путем преко Ренија и Прахова у Ниш. Оне су по доласку и Ниш распоређиване по грађанским и војним болницама у Нишу. Редослед пристизања екипа био је следећи:
Прва екипа
Дана 20. августа 1914. године, упућена је прва група, која је у Ниш стигла почетком септембра. У њеном саставу су били др Фини Ф. Островскаја, др Самуило Ф. Кернес, Црногорац др Радул Бацковић, др Сигфрид И. Таљник и др Вилијамс.
Друга екипа
У овој санитетској екипи која је у Ниш стигла 9. септембра 1914. године били су др Пољакова и Срби (вероватно Вуко, студент медицине) Бошковић 5 и др Јован Поповић.
Трећа екипа
Ова екипа послата је у Ниш 1. септембра 1914. Њу су сачињавала три лекара (др Антоњина А. Максимова, др Марија Грачова и др Александар Тарутин), пет студената медицине (Георгиј Јарцев, Антоније Зорбијадис, Рутенберг, Екатерина Куеватова, Александар Кузњецов и буљубашу) и три милосрдне сестре (Александра Зухова, Надежда Лозински и Маргарита Орлова).
Четврта екипа
Дана 12. септембра 1914. године, на пут према Нишу упутила се и четврта група са пет лекара (др ељком Н. Либерман, др Пасја П. Дајбес, др Рубља Епштајн, др Евгенија Карпова, др Панајот и др Евдокија Манес) и медицинаром Александром Бјелашевским.
Пета екипа
Седам лекара (др Јосиф Штекер, др Либа Козлов, зубарар др Аврам Певзнер, др Естер Љ. Калиш, др Сигисмунд Станкевич, др Марија Михељс и др Иван Шипов), чинило је пету групу која је из Русије отпутовала 3. октобра 1914.

### Руски лекари који су самоиницијативно дошли у Ниш
Својом вољом дошли су у Србију и ставили се на располагање српској војсци: зубар др Малахов, др Роман Ерценберг, др Елена М. Субжинскаја, др Борис В. Кац, др Виталија Олшевска, др Арон Загељман и др мед. наука Јевгеније Константиновски (који је задржан у санитетском одељењу Врховне команде).
Индивидуално је из Швајцарске, где се налазио у политичком избеглиштву, дошао др Барабошкин, кога су српски власти послале у Алексинац у болницу са 600 рањеника и тифусара. Преморен од напора, када се разболео није могао оздравити.

### Руске болнице у Нишу
Прва санитетска екипа упућена из Русије и намењена оснивању болница стигла је у Ниш у септембру 1914. године, преко Солуна. Ову медицинску екипу лично је опремила грофица Трубецкаја, а на њеном челу се налазио др Арсеније Джуверовић, Србин који је у Москви дипломирао на Медицинском факултету и био на пракси у Калуги. У екипи су била два лекара, два санитетска инспектора и пет медицинских сестара. Тај број се доласком нових кадрова убрзо повећао на 10 лекара и 110 медицинских сестара са опремом вредном преко 250.000 америчких долара. Ова екипа лекара и сестара из Русије у Нишу формирала су хируршку са 350 и епидемиолошку болницу са 120 кревета.
За материјалну помоћ становништву средства су пристизала из Русије са свих страна, слали су без изузетка сви ко је шта могао: одећа, рубље, чак и дечје играчке, књиге, медицински инструменти - стизали су у Комитет у огромним количинама. Било је отворено специјално складиште у које је смештено на крају године више од 50 вагона разних ствари. Посебно је био богато опремљен медицинско-санитетски део и руска централна апотека давала је становништву све лекове које су лекари прописивали.
Московска хируршка војна болница
У недовршену зграду нишке гимназије као испомоћ смештена је Московска хируршка војна болница. Њен управник је био је познати хирург др С. И. Сироткин, а лекари др В. В. Семјаникова, Србин др Арсеније Џуверовић и др Н. В. Марчинковичева (који ће, као епидемиолог, преузети нешто касније Заразну болницу која је издвојена и смештена на крају града у баракама за колеричаре из претходног рата код железничке станице).
У хаосу епидемије пегавца Руска епидемиолошка болница код Железничке станице у Нишу изашла је на глас по малој смртности пацијената захваљујући изванредној нези и залагању особља које је највећим делом и само преболело болест, укључујући и др Н. В. Марчинковичева.
Московска болница је у свом саставу поред хируршког дела и амбуланте, имала и рендгенски и стоматолошки кабинет. У групи која је радила у болници били су зубни лекар др Јелена Сабеовић, апотекар Ђорђе Блејевић, десет болничара, три рендген-техничара и друго особље. Све медицинске сестре у Московској болници биле су ученице Женске високе школе у Москви, коју је организовало Иверско друштво (Јекатерина Бадурлова, Маријана Горлаинова, Јелена Лебедухова, Софија Горбе, Татјана Невзорова, Марија радиона, Олимпијада Лобанова, Александра Квјатковскаја, Татјана Толст, Љубов Горчом, Маргарита и Јелисавета Сундечић). Московска болница имала је 200 постеља у хируршком делу и 150 у заразном.
Овој болници у лечењу пегавог тифуса убрзо се придружила и модерно опремљена болница са 400 постеља коју је опремила Александринска општина бр. 3. На њеном челу налазио се доцент др Спаски. Поред њега у болници је радило седам лекара и четрдесет сестара.
Посредством српске посланства новембра 1914. у Ниш су приспеле лекари бактериолози др Екатерина Морозова и др Ксенија Давидова, а јануара 1915. и четири млада лекара др Лев Туник, др Мордух Циришкиј, др Клингер и др Зилбершланг.

### Улога руске мисије у здравственој заштити становника Ниша и околине
Поред Руских болница, у Нишу је основано и тзв. Рускосрпска градска лекарска помоћ смештена у згради основне школе код Саборне цркве. Шеф здравствене заштите у граду Нишу био је доцент др С. К. Софотеров, имајући у виду ваелико искуство овог лекара и чињеницу да је целокупна организација здравствене заштите у Нишу била у рукама руске хуманитарне мисије. Он је руководио са: пет лекара, шест сестара и једним апотекаром.
У овој установи 24 часа дневно дежурали су и пружали помоћ грађанима потпуковник др Жарко Трпковић и пет младих лекара и медицинара добровољаца приспелих из руског заробљеништва (Ђорђе Милић, Крста Грабовацке, Милан К. Јовановић, Коста Живановић и непознате), а од Руса цела дезинфекциона екипа од 11 чланова, као и руски лекари из нишких болница.
Цео Ниш био је организацијски подељен на четири рејона, а за сваки је био задужен по један лекар. У овим рејонима Комитет за помоћ Србији, организовао је бесплатну медицинску групу за помоћ, издавање лекова и бесплатне оброке, најугроженијим становницима и избеглицама. Комитет је такође располагао великим централним складиштем у коме се налазило, од краја 1914. године преко 50 вагона најразноврснијег санитетског материјала, опреме и лекова.
Руски лекари у основној здравственој заштити током боравка у Нишу обишли су велики бој кућа у граду и 125 села, удаљенадо 80 км од Ниша и извршили 4.485 прегледа, по кућама и вароши, 3.015 прегледа по селима и дезинфиковали 460 кућа. О делатности лекара који су обилазили села с лековима и свим неопходним за негу болесника др С. Софотеров у једном свом псиму између осталог пише:
Рашчуло се надалеко по селима и није нам било потребно тражити болеснике који су се скривали, како се то догађало у суседним рејонима. Наш метод су ускоро прихватили Американци, а Енглези су копирали наш метод делења бесплатних оброка.
Русе санитетске екипе, такође су, у Нишкој Бањи образовали сиротиште за незбринуту децу, а у манастиру Свете Петке дечији санаторијум за туберкулозу.

## Крај рада санитетских екипа у Нишу и наставак рада на Солунском фронту
Крах српског одбране наступио је после жестоког напада скоро троструко надмоћнијих непријатеља са три стране дуж граничне линије од 1.290 километара, на јесен 1915. коју је било немогуће бранити без помоћи савезника која је мимо српских очекивања изостала.
У ограниченим условима за евакуацији у Нишу је непријатељу остала велика количина санитетског материјала, укључјући ту и 12 вагона тек приспеле опреме (одећа и специјалних шатора за зимске услове).
Приликом евакуације из Ниша у јесен 1915. године, са српском војском и реком избеглица кренули су у албанску голготу и чланови руских мисија све до обале Јадранског мора, одакле су савезничким бродовима евакуисани. У каснијем периоду рата они су се добрим делом укључили у рад новоосновани руских санитетских установа на Солунском фронту.